# Justicia pharmacodes
Justicia pharmacodes är en akantusväxtart som beskrevs av Emery Clarence Leonard. Justicia pharmacodes ingår i släktet Justicia och familjen akantusväxter. Inga underarter finns listade i Catalogue of Life.